# Louis Pré fils
Pour les articles homonymes, voir Pré (homonymie).
Henri Louis Marcel Pré dit Louis Pré fils ou Pré fils, né  le 3 mars 1884 à Nice et mort le 20 juillet 1970 dans le 20e arrondissement de Paris, est un acteur français.

## Biographie
Pré fils apparait entre 1907 et 1936 dans une trentaine de films, où il est souvent dirigé par Henri Diamant-Berger (dans dix films) ou par René Clair (dans cinq films).

## Théâtre
- 1919 : La Belle du Far-West, opérette, musique Germaine Raynal, livret Maurice de Marsan, mise en scène Aimé Simon-Girard, théâtre de l'Apollo

## Filmographie
- 1907 : Le Thé chez la concierge (court métrage) de Louis Feuillade
- 1921 : Les Trois Mousquetaires (film en 12 épisodes) d'Henri Diamant-Berger : Grimaud
- 1921 : Boubouroche d'Henri Diamant-Berger
- 1922 : Vingt Ans après (film en 10 épisodes) d'Henri Diamant-Berger : Grimaud
- 1923 : Gonzague d'Henri Diamant-Berger
- 1923 : Le Mauvais Garçon d'Henri Diamant-Berger : le fiancé
- 1923 : Jim Bougne, boxeur d'Henri Diamant-Berger : M. Bolard
- 1923 : Ma tante d'Honfleur de Robert Saidreau
- 1923 : L'Affaire de la rue de Lourcine d'Henri Diamant-Berger
- 1923 : L'Accordeur (court métrage) d'Henri Diamant-Berger
- 1923 : À la gare (court métrage) de Robert Saidreau
- 1924 : Un fil à la patte de Robert Saidreau
- 1924 : Le Roi de la vitesse d'Henri Diamant-Berger : Falampeile
- 1924 : L'Emprise d'Henri Diamant-Berger : Marcel Daniès
- 1924 : Paris de René Hervil
- 1925 : Paris qui dort de René Clair
- 1925 : Monsieur le directeur de Robert Saidreau
- 1925 : Le Bossu ou le Petit parisien de Jean Kemm : Passepoil
- 1926 : Le Voyage imaginaire de René Clair
- 1929 : Les Deux Timides de René Clair
- 1929 : Les Nouveaux Messieurs de Jacques Feyder
- 1929 : Souris d'hôtel d'Adelqui Millar ;
- 1930 : Une grave erreur (court métrage) de Joe Francis
- 1930 : Sous les toits de Paris de René Clair : le locataire du troisième
- 1930 : Le Tampon du capiston de Joe Francis et Jean Toulout
- 1931 : Le Juif polonais de Jean Kemm : Muller
- 1931 : Le Million de René Clair
- 1933 : Théodore et Cie de Pierre Colombier
- 1933 : La Dame de chez Maxim's d'Alexander Korda : Émile
- 1935 : Debout là-dedans ! d'Henry Wulschleger
- 1936 : Monsieur est saisi (court métrage) de René Sti